# Иврейская династия

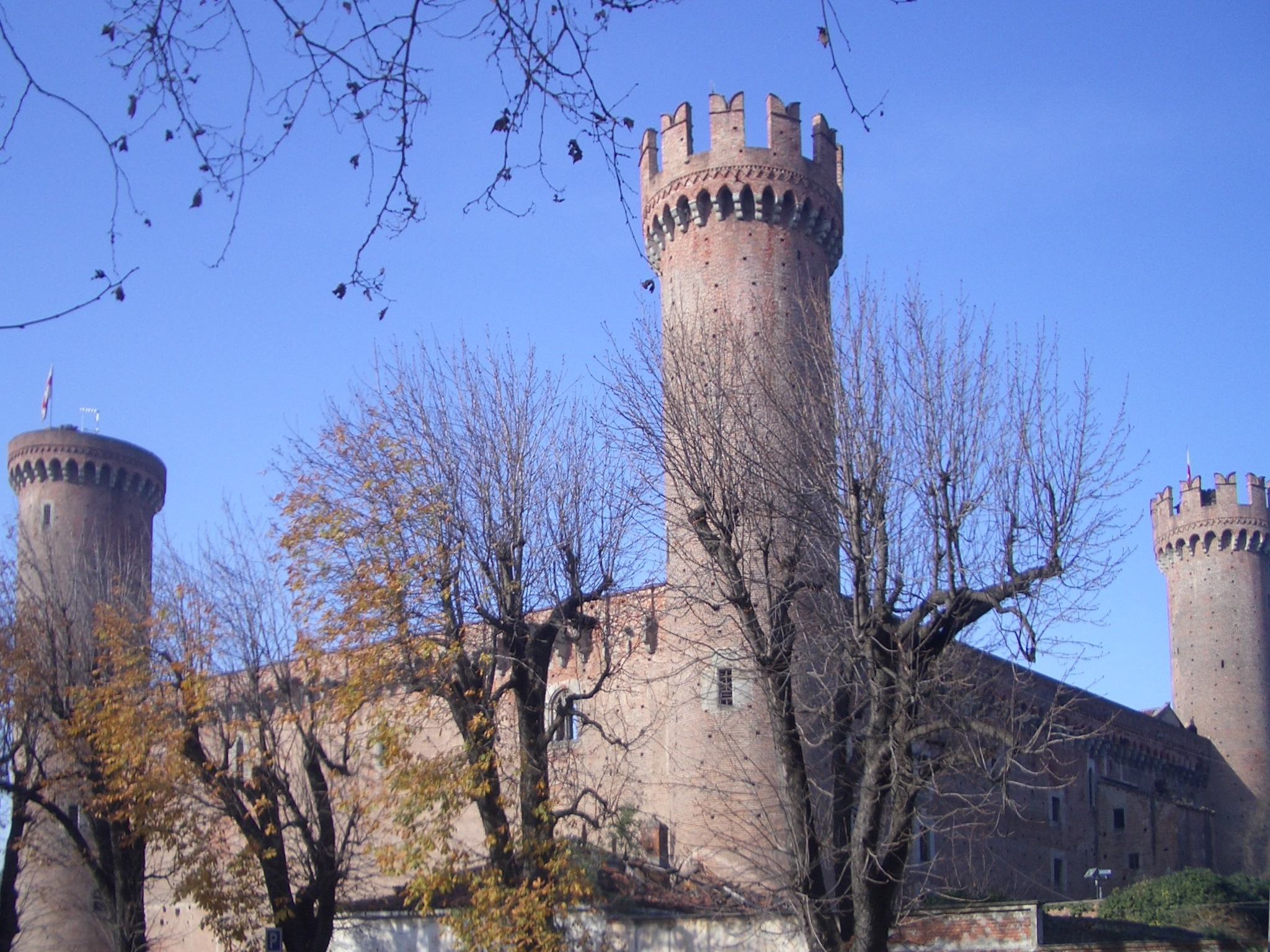
Иврейский замок, давший имя Иврейскому владетельному дому

Иврейская династия или Анскариды — династия, представители которой были маркграфами Ивреи, королями Италии, пфальцграфами Бургундии, королями Кастилии и Леона, а также правителями ряда французских графств (Макон, Шалон, Вьенн, Осон и др.).

## История рода

### Маркграфы Ивреи
Родоначальником династии был Амедей (ум. после 827 года), который был вассалом аббатства Сен-Бенин (в Дижоне), а по владению Лесей — вассалом епископа Лангра. У него было 2 сына: Анскар I (ум. между 1 декабря 898 года и мартом 902 года) и Ги (уб. в 889 году), граф Отье.
После того, как королём Франции был выбран маркиз Нейстрии Эд, Анскар и Ги перебрались в Италию вместе с Гвидо, маркграфом и герцогом Сполето, неудачно выдвигавшим претензии на титул короля Франции. Они стали верными сторонниками Гвидо, поддерживая его против Беренгара Фриульского. Ги в начале 889 года погиб в битве у реки Треббии. Анскар же в 891 году был сделан ставшим к тому времени императором Гвидо Сполетским правителем только что основанной марки — Иврейской. При вторжении короля Германии Арнульфа в Италию Анскар оставался сторонником Гвидо, а потом его сына Ламберта. После смерти Ламберта Анскар поддержал Беренгара Фриульского. Сын же Анскара, Адальберт I (ум. 17 июля 923 года/8 октября 924 года), поддержал противника Беренгара — короля Прованса Людовика III. После свержения Людовика III в 905 году Адальберт был сослан в Бургундию. Позже он вместе с архиепископом Милана Ламбертом выступил в поддержку короля Бургундии Рудольфа II. В 923 году они победили Беренгара при Ференцуоле. После его смерти ему наследовал Беренгар II.

### Короли Италии
Беренгар II ок. 930 года женился на племяннице тогдашнего короля Италии Гуго, которая побудила его к заговору против дяди. Но заговор был раскрыт и Беренгар был вынужден бежать в Германию. В 945 году он набрал небольшое войско и переправился с ним через Альпы. Сеньоры и города Верхней Италии примкнули к нему, и Гуго бежал в Прованс, предоставив Италию своему сыну Лотарю, именем которого фактически управлял страной Беренгар. В 950 году Лотарь умер (как полагали — от яда), и Беренгар был коронован вместе со своим сыном Адальбертом. Чтобы укрепить свой престол, Беренгар хотел женить сына на молодой вдове Лотаря Адельгейде, но она этому воспротивилась, за что и подверглась заточению. Защитником и, впоследствии, мужем Адельгейды стал император Оттон I, принудивший Беренгара в 952 году в Аугсбурге принять Италию без маркграфства Вероны и герцогства Фриульского, как немецкий лен. Вскоре, однако, Беренгар взялся за оружие, но был разбит Людольфом, сыном Оттона I, и Ломбардия с Павией были завоеваны немцами. После смерти Людольфа Беренгар снова завладел престолом и стал управлять страной с такой жестокостью, что его подданные и папа Иоанн XII обратились за помощью и защитой к Оттону. Последний в 961 году предпринял поход в Италию и без всякого сопротивления овладел страной. Беренгар, торжественно лишенный королевского достоинства, заперся в горную крепость Сан-Леоне, но, вынужденный голодом, сдался, наконец, в 964 году. Его с женой, как пленных, послали в Бамберг, где он и умер в 966 году.
После захвата Беренгара II его сыновья Адальберт, Конрад и Гвидо не сложили оружие. В январе 965 года они подняли восстание против Оттона. Император отправил против мятежников герцога Бурхарда Швабского. 25 июня состоялась битва на реке По, закончившаяся разгромом сыновей Беренгара. Гвидо погиб, Адальберт и Конрад бежали. Пытаясь вернуть отцовское наследство, Адальберт продолжал плести интриги. В 968 году он обратился за помощью к Византии. Император Никифор послал восьмитысячную армию, командование которой Адальберт поручил своему брату Конраду. Но Конрад перешел на сторону императора Оттона, за что ему было даровано маркграфство Иврея. В результате чего Адальберт был вынужден отправиться в Бургундию к своей жене и тестю. Он умер через 3 года в Отёне, оставив маленького сына Отто-Гильома.

## Генеалогия рода

### Маркграфы Ивреи
- Амедей (ум. после 827)
  - Анскар I (ум. между 1 декабря 898 и мартом 902); жена: Гизела
    - Адальберт I (ум. 17 июля 923/8 октября 924), маркграф Ивреи (с 898/902), граф Пармский; 1-я жена (с 898/900): Гизела (880/885 — 13 июня 910/26 января 913), дочь Беренгара Фриульского, короля Италии; 2-я жена (с 911/914): Ирменгарда (ум. после 29 февраля 932), дочь Адальберта II, маркграфа Тосканы
      - (от 1-го брака) Беренгар II (ок. 900 — 4 августа 966), маркграф Ивреи (с 923/924), король Италии (950—962); жена (с 930/931): Вилла (ок. 910 — после 966), дочь Бозона I, маркграфа Тосканы и графа Арля
        - Адальберт II (932/936 — 30 апреля 971), король Италии (950—962), граф Аосты; жена: Герберга (944 — 11 декабря 986/991)
          - Отто-Гильом (ок. 958 — 21 сентября 1026), 1-й граф Бургундии, родоначальник графов Бургундии (см. ниже его потомство)
          - (?) Гизела; муж: Ансельм I (ум. ок. 1027), маркграф Лигурии и сеньор Монферрата

        - Гвидо (ум. 25 июня 965), маркграф Ивреи (957—962)
        - Конрад I (Коррадо; ок. 938 — 998/1001)[3], маркграф Милана (957—961), маркграф Ивреи (с 965), герцог Сполето и Камерино; жена (с ок. 958): Ришильда (ум. после 989), дочь Ардуина II, маркиза Турина
          - Коррадо II (род. ок. 960), граф ди Вентимилья; жена: Адела
            - Елена ди Вентимилья; муж: Тетон ди Салуццо (ум. 1084)

        - Гизела (ум. после 965), монахиня
        - Герберга/Гилберга (ок. 945 — 986); муж (до августа 961): Алерам (ум. 991), маркграф Лигурии и Пьемонта, сеньор Монферрата (с 954)
        - Сюзанна (ок. 945 — 26 января 1003); 1-й муж (с ок. 968): Арнульф II (961/962 — 30 марта 987), граф Фландрии (с 965); 2-й муж (с 1 апреля 988: развод: 992): Роберт II Благочестивый (17 марта 972 — 20 июля 1031), король Франции (с 996)

      - (от 2-го брака) Анскар II (ок. 915 — 940), маркграф и герцог Сполето и Камерино (с 936), родоначальник сеньоров ди Мозеццо
      - (от 2-го брака) Адальберт, граф Помбии (ок. 962), родоначальник графов Помбии
      - (от ? брака) дочь; муж: N, ломбардский дворянин

  - Ги (уб. 889), граф Отье

### Графы Бургундии и Макона
- Отто Гильом (ок. 958 — 21 сентября 1026), граф Невера (980—989), Безансона (982—1026), Макона (982—1006), 1-й граф Бургундии (с 995), претендент на герцогство Бургундия (1002—1005); 1-я жена (с 975/980): Ирментруда (ок. 950 — 5 марта 1003/1004), дочь Рено, графа Руси; 2-я жена (до 1016): Аделаида/Бланка (ок. 1048 — 1026), дочь Фулька II, графа Анжуйского (все дети от 1-го брака)
  - Ги I де Макон (975/980 — ок. 1004), граф де Макон; жена (с ок. 991): Аэлис, дочь Лето II, графа де Макон
    - Оттон II де Макон (ок. 995 — 1033/1041), граф де Макон (с ок. 1004); жена: Елизавета де Вержи
      - Жоффруа де Макон (ум. ок. 1065), граф де Макон (с 1033/1041); жена: Беатрис (ум. 1072)
        - Ги II де Макон (ум. 1109), граф де Макон (ок. 1065 — 1078), с 1078 — монах в Клюни; жена (с 1066): Майор, возможно дочь Гарсии V, короля Наварры

      - Роберт де Макон

  - Матильда (975/980 — 13 ноября 1005); муж (с ок. 995): Ландерик де Монсо (975 — 28 мая 1028), граф Невера (998—1005, 1026—1028)
  - Бруно, архидьякон в Лангре
  - Герберга (ок. 985 — 1019/1024); муж (с ок. 1002) Гильом II (ок. 983 — ок. 1018), граф Прованса
  - Рено I (ок. 990 — 23 августа 1057), граф Бургундии (с 1027); жена (до 1 сентября 1016): Адель/Юдит (ок. 1000 — после 7 июля 1037), дочь Ричарда II, герцога Нормандии
    - Гильом I Великий (ок. 1024 — 12 ноября 1087), граф Бургундии (с 1057), граф де Макон (с 1078); жена (с 1049/1057): Стефания де Лонгви (1035 — 10 октября 1092), дочь Адальберта де Лонгви, герцога Верхней Лотарингии
      - Эд (ок. 1050 — ок. 1087)
      - Рено II (ок. 1056 — 1097), граф де Макон (с 1085), Бургундии (с 1087); жена: Регина (ум. после 1097), дочь графа Куно фон Олтиген
        - Гильом II Немецкий (уб. после 3 января 1125), граф Бургундии (с 1098), де Макон и де Вьенн (с 1097); жена: Агнесс, дочь герцога Бертольда II фон Церинген
          - Гильом III Дитя (ок. 1110 — 1127), граф Бургундии, де Макон и де Вьенн (с 1125)

      - Гильом (ум. ок. 1090)
      - Этьен I Храбрый (ок. 1057 — 27 мая 1102), граф де Макон (с 1085), де Вьенн (с 1087), титулярный граф Бургундии (с 1087); жена (с ок. 1090): Беатрис (1076 — после 1102), дочь Генриха III, графа Лувена
        - Рено III (ок. 1090 — 22 января 1148), граф де Макон (с 1102), граф Бургундии (с 1127); жена (с ок. 1144): Агата (ум. после 1147), дочь Симона I, герцога Лотарингии
          - Беатрис I (ок. 1145 — 15 ноября 1184), графиня Бургундии (с 1148); муж (с 16 июня 1156): Фридрих I Барбаросса (1122 — 10 июня 1190), герцог Швабии (1147—1155), король Германии (с 1152), король Италии (1154—1186), император Священной Римской империи (с 1155), граф Бургундии (1156—1184), король Бургундии (с 1178)

        - Гильом IV (ок. 1095 — 27 сентября 1155), граф де Макон (с 1102), де Осон и де Вьенн (с 1127), Бургундии (с 1148); жена: Понсетта (ок. 1090 — после 1156), дочь Рено де Траве[4]
          - Этьен II (ок. 1122 — 21 июля 1173), граф де Осон (с 1155), сеньор Траве, родоначальник графов де Осон
          - Жерар I (ок. 1125 — 15 сентября 1184), граф де Макон и де Вьенн (с 1155), родоначальник графов де Макона и Вьенна (см. ниже его потомство)

        - Изабель (ум. после 1125); муж (с ок. 1110): Гуго I (ок. 1076 — июнь 1126), граф Шампани (1093—1125)
        - Клеменция/Маргарита (ок. 1000 — 1164); муж (с ок. 1115): Ги IV (1098—1142), граф д’Альбон, дофин Вьеннский (с 1125)

      - Ирментруда (ок. 1058 — после 8 марта 1105); муж (с ок. 1065): Тьерри I (1045—1105), граф Бар-ле-Дюк, де Монбельяр и де Пфирт
      - Раймунд (ок. 1070 — 13/20 сентября 1107), граф Амеруа, граф Галисии и Коимбры (с 1089); жена (с 1090): Уррака (24 июня 1081 — 8 марта 1126), королева Кастилии и Леона (с 1109) (от них пошла Бургундская королевская династия Кастилии и Леона)
      - Этьенетта (ок. 1061 — 1121); муж: Ламбер Франсуа (ум. после 1119), принц де Руйян
      - Берта (ок. 1062 — 1097/1098); муж (с 1093): Альфонсо VI Храбрый (июнь 1039 — 30 июня 1109), король Леона (1065—1067, 1072—1109), король Кастилии и Галисии (с 1072), император Испании (с 1077)
      - Ги (ок. 1064 — 12 декабря 1124), архиепископ Вьенна (1084/1089 — 1119), папа Римский (Каликст II; с 2 февраля 1119)
      - Сибилла (ок. 1065 — после 1103); муж (с 1080): Эд I Боррель (ок. 1058 — 23 марта 1103), герцог Бургундии (с 1079)
      - Оттон (ок. 1065 — 1126)
      - Гуго III (ок. 1067 — 13 сентября 1101), архиепископ Безансона (с 1085)
      - Гизела (ок. 1070 — после 1133); 1-й муж (с ок. 1090): Гумберт II Савойский (1070 — 14 октября 1103), граф де Морьенн (с 1080), маркграф Турина; 2-й муж (с 1105): Ренье II (ум.1135/1137), маркграф Монферрата
      - Клеменция (ок. 1071 — ок. 1133); 1-й муж (с ок. 1090): Роберт II (1065 — 5 октября 1111), граф Фландрии (с 1093); 2-й муж (с ок. 1125): Жоффруа (Готфрид) I Бородатый (1060—1139), граф Лувена (с 1095), герцог Нижней Лотарингии (с 1100)

    - Ги (ум. 1069), граф де Вернон и де Брион
    - Гуго (ум. после 1045)
    - Фульк

  - Агнесс (ок. 995 — 9 ноября 1068); 1-й муж (с 1019): Гильом V Великий (ок. 969 — 31 января 1030), граф Пуатье и герцог Аквитании (с 995); 2-й муж (с 1 января 1032; развод: 1049/1052): Жоффруа II Мартел (13 октября 1006 — 14 ноября 1060), граф Анжуйский

### Графы Макона и Вьенна
Жеро (Жерар) I (ум. 1184), граф де Макон и де Вьенн; жена: Гионна (Мауретта), наследница Салена, дочь Гоше III де Сален
- Гильом IV (V) (ум. 1224), граф де Макон и де Вьенн; 1-я жена: Понция де Боже, дочь Умберта III де Боже; 2-я жена: Схоластика де Шампань (ум. 1219), дочь Генриха I, графа Шампани; все дети от 1-го брака
  - Жеро II (ум. ок. 1224), граф де Макон и де Вьенн; жена (с ок. 1220): Алиса Гвиньон де Форез (ум. после 1239), дочь Гига III, графа де Форез
    - Алиса (ум. 1258/1261), графиня де Макон и де Вьенн; муж (с 1217/1228): Жан де Дрё (1198—1239), граф де Макон и де Вьенн; после смерти Жана Алиса продала Макон и Вьенн (или, по крайней мере, часть, не принадлежащую архиепископу Вьенны) французской короне

  - Гильом де Макон, священник в Безансоне
  - Анри де Макон (ум. 1223), сеньор де Монморот; жена: Маргарита де Боже
  - Беатрис (ум. после 1224), графиня де Вьенн; муж (до февраля 1219): Юг де Антиньи
- Гоше V де Макон (ум. 1219), сеньор де Сален; 1-я жена (с ок. 1180; развод: 1195): Маго (ум. 1228), дочь Аршамбо де Бурбона; 2-я жена (с ок. 1200): Аделаида де Дрё (1189—1258), дочь Роберта II, графа де Дрё
  - Маргарита (ум. 1257/1259), дама де Сален (она продала Сален герцогу Гуго IV Бургундскому в 1225); 1-й муж (с 1211): Гильом де Сабран (ум. 1219), граф де Форкалькье; 2-й муж (с 1221): Жосеран де Бранкон
  - (незак.) Жерар, бастард де Сален, сеньор де Лемюи (в 1267), родоначальник 2-го дома де Сален
- Жерар де Макон, сеньор де Ваданс; жена: Перретта фон Пфирт
- Этьен де Макон (ум. 1193), архиепископ Безансона
- Рено де Макон Их католические величества — последние монархи Иврейского дома (из побочной линии Трастамара)

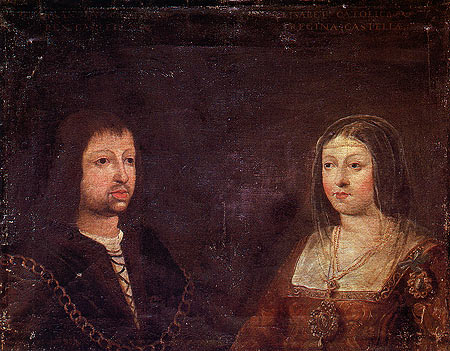
Их католические величества — последние монархи Иврейского дома (из побочной линии Трастамара)

- Беатрис де Макон (ум. 8 апреля 1230); муж (с ок. 1175): Умберто III (4 августа 1136 — 4 марта 1189), граф Савойи
- Александрин де Макон (ум. 1242); муж (с 1188): Олри II де Боге (ум. ок. 1220)
- Ида де Макон (ум. 1224); 1-й муж (с ок. 1170): Умберт де Колиньи (ум. 1190); 2-й муж: Симон II (ум. 1206), герцог Лотарингии